# Ackerbürgerscheunen (Weimar)

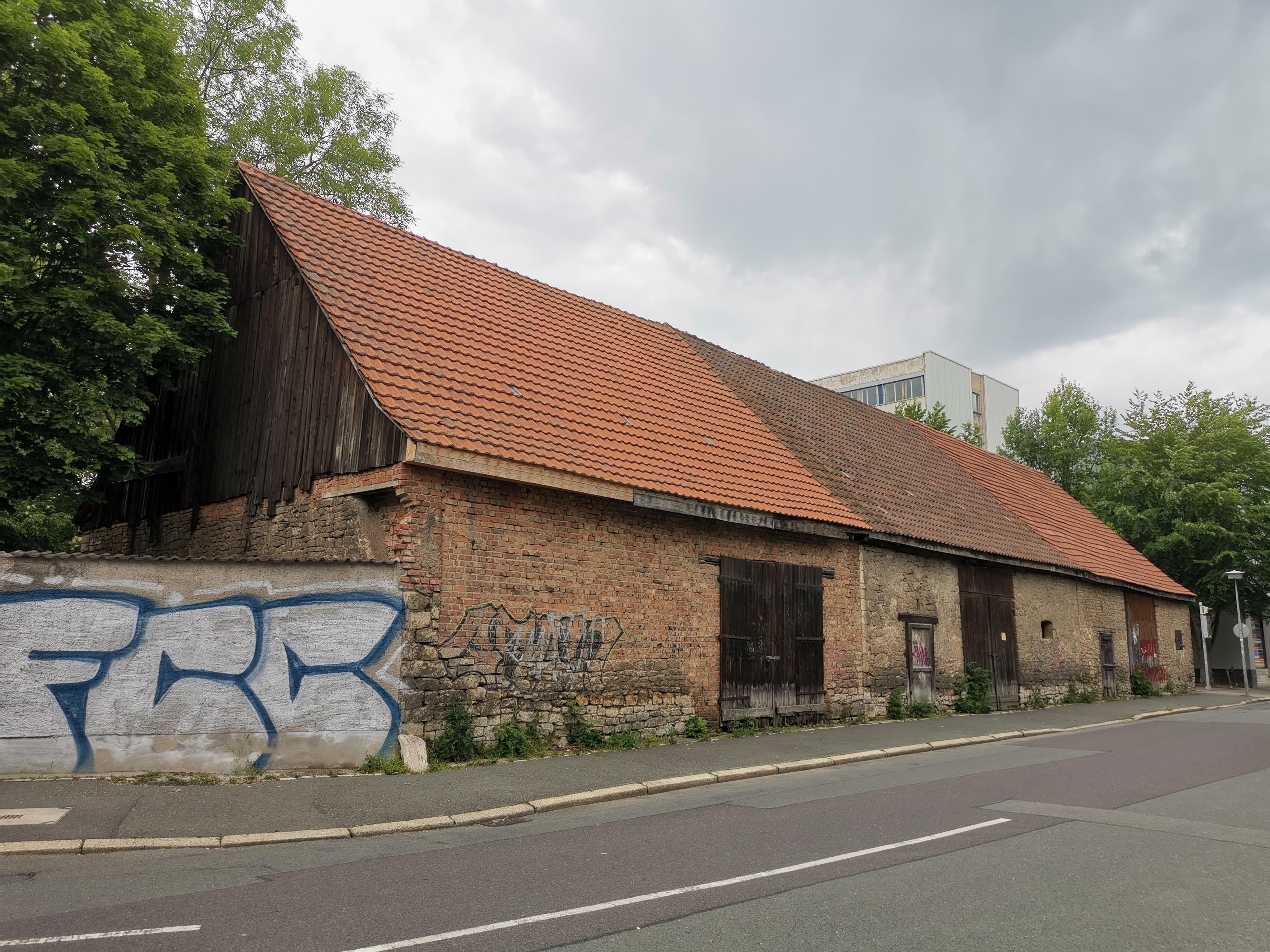
Weimar, Ackerbürgerscheunen in der Coudraystraße

Die Ackerbürgerscheunen in der Coudraystraße 1, 3 und 5 in Weimars Westvorstadt sind die letzten baulichen Zeugnisse einer einst unmittelbar um Weimar befindlichen Lebens- und Wirtschaftsform der Ackerbürger. Die Bürger betrieben Landwirtschaft im Haupterwerb. Da dort viele Scheunen standen, hieß diese Straße auch Scheunenstraße, bis sie 1911 nach dem Oberbaudirektor Clemens Wenzeslaus Coudray in Coudraystraße umbenannt wurde.
Die Ackerbürgerscheunen entlang der Coudraystraße – es waren einmal dort 56 an der Zahl bzw. 5 in der Schwanseestraße, die mehrheitlich von 1800 bis 1820, die letzten bis 1841 entstanden – dienten ursprünglich als Lagerräume für landwirtschaftliche Gerätschaften. Durch die Stadterweiterung und den Bau des Gebäudes der Handwerkskammer in der Coudraystraße verschwanden die anderen Ackerbürgerscheunen und die Straße änderte vollständig ihr Gesicht.
Die verbliebenen Ackerbürgerscheunen stehen auf der Liste der Kulturdenkmale in Weimar (Einzeldenkmale). Die lange ungenutzten Scheunen sollen durch die Bauhaus-Universität Weimar, die einige Gebäude in der Straße besitzt, umgenutzt werden.
Ackerbürgerscheunen als solches dürfte es auch an anderen Orten gegeben haben. Nachgewiesen sind Ackerbürgerscheunen u. a.  in Frohburg.